# Huset Hohenzollern
 "Hohenzollern" omdirigeres hertil. For anden betydning, se Hohenzollern (flertydig).
Huset Hohenzollern er et tysk fyrstehus med oprindelse i Schwaben i Sydtyskland. Det har sit navn fra slottet Zollern (i dag Hohenzollern) i Hechingen.
Huset Hohenzollern delte sig i begyndelsen af det 13. århundrede i en schwabisk og en frankisk linje, hvoraf den sidste senere kom til at herske over Brandenburg og Preussen.
Den schwabiske linje forblev katolsk og herskede over slægten stamlande Hohenzollern-Sigmaringen og Hohenzollern-Hechingen i det sydlige Tyskland indtil 1849. En sidegren af den schwabiske linje herskede også som fyrster, sidenhen konger, af Rumænien indtil 1947.

Den frankiske linje blev protestantisk og blev med tiden kurfyrster af Brandenburg, hertuger (sidenhen konger) af Preussen og tyske kejsere indtil 1918. Sidegrene af den frankiske linje var bl.a. markgrever i Brandenburg-Bayreuth og Brandenburg-Ansbach i Franken. 

## Medlemmer af slægten
- Joachim Frederik af Brandenburg
- Johan Sigismund af Brandenburg (1572-1619)
- Georg Vilhelm af Brandenburg-Preussen (1595-1640)
- Frederik Vilhelm den store af Brandenburg-Preussen (1620-1688)
- Frederik 1. af Preussen (1688-1713), første konge af Preussen
- Konger af Preussen
- Sophie Magdalene af Brandenburg-Kulmbach, dansk dronning

## Overhoveder siden oprettelsen af Det Tyske Kejserrige
- 1871-1888: kejser Wilhelm I af Tyskland
- 9. marts-15. juni 1888: kejser Friedrich III af Tyskland
- 1888-1941: kejser (til 1918) Wilhelm II af Tyskland
- 1941-1951: kronprins Wilhelm af Preussen
- 1951-1994: prins Louis Ferdinand af Preussen
  - 1967-1977: titulær kronprins Louis Ferdinand af Preussen (1944-1977), undertiden omtalt som Louis Ferdinand 2. af Preussen
- 1994-: prins Georg Friedrich af Preussen